# Antótiros
Antótiros (em grego: Ανθότυρος), também grafado Antótiro, Anthotiros, Anthotyros, Anthoriro ou Anthotitos, é um tipo de queijo grego de ovelha e de cabra que originalmente só era fabricadao em Creta mas atualmente também é produzido em muitas outras partes da Grécia.
O seu nome, que "queijo de flor", deve-se ao seu aroma e sabor a ervas silvestres. É um queijo tradicional, que se produz há séculos a partir de soro de leite de ovelha e de cabra, tradicionalmente não pasteurizado (atualmente já se pasteuriza o que é comercializado), a que se adiciona leite e nata. Tem pelo menos 20 a 30% de matéria gorda. O sabor é semelhante ao do requeijão (ricota), floral, com um toque ácido. Tem várias formas e tamanhos, como bolas, cones ou cones truncados. Também se vende e conserva partido em cubos imersos em azeite.
Há dois tipos de Antótiros: o fresco e o seco (Xero). O primeiro  passa por uma maturação de 2 a 5 dias e consome-se imediatamente. É seco, branco puro, sem casca, de textura suave e sabor médio, que se desfaz com facilidade. É consomido como queijo de mesa ou serve de ingrediente para fazer pastéis de queijo. É também adequado para o pequeno almoço, com mel ou açúcar, ou com fruta, ou em salada, com azeite, tomate e ervas silvestres. O Antótiros Xero (seco) é um tipo de mizithra que passa por um processo de maturação, que o deixa mais duro e salgado, com um aroma intenso, reminiscente de cereja. Quando envelhecido, geraçmente é coberto com sal e é ideal para intensificar o sabor de pratos de massa ou saladas. Também se consome como queijo de mesa ou ralado.